# The Bat Whispers
The Bat Whispers ist eine US-amerikanische Pre-Code-Horrorkomödie mit Whodunit-Elementen des Regisseurs Roland West. Sie basiert auf dem Roman „The Circular Staircase“ (1908) der Schriftstellerin Mary Roberts Rinehart sowie ihrem Bühnenstück „The Bat“ (1920), das sie gemeinsam mit Avery Hopwood verfasste, und wurde für den Verleih von United Artists produziert.

## Handlung
Nach dem erfolgreichen Raub einer wertvollen Halskette entzieht sich der ebenso geniale wie mysteriöse Superschurke namens „The Bat“ dem Zugriff der alarmierten Polizeibeamten und kündigt zugleich seinen Rückzug aufs Land an, „um der Polizei eine Atempause zu gönnen“.
In der Nähe der Stadt Oakdale versetzt die Nachricht eines kürzlichen Banküberfalls die örtliche Bevölkerung in Aufregung, denn der Hauptverdächtige, ein Kassierer dieser Bank, ist spurlos verschwunden. Auch Lizzie Allen, die Hausangestellte der wohlhabenden Witwe Cornelia van Gorder, ist verängstigt, hat ihre Arbeitgeberin doch das herrschaftliche Anwesen von Courtleigh Fleming gemietet, dem Eigentümer der Oakdale Bank. Dieser befindet sich allerdings momentan in Europa. Schließlich trifft Dale van Gorder, die Nichte von Cornelia, und der von ihr beauftragte Gärtner ein. Auch Dr. Venrees kommt zu Besuch und legte Cornelia van Gorder nahe, das Haus zu verlassen, da Mr. Fleming aufgrund des Raubüberfalls bald zurückkehren wird und beabsichtigt, wieder selbst in seinem Anwesen zu wohnen. Doch Cornelia lässt sich von nichts und niemandem aus ihrer Bleibe vertreiben.
Plötzlich treten merkwürdige Geräusche im Haus auf, einige Male fällt auch das Licht aus. Den Grund dafür kann auch der herbeigerufene Hausmeister nicht erklären. Als eine Nachricht an einem Stein befestigt durch das Fenster geworfen wird, wonach sämtlichen Anwesenden Schaden droht, sofern sie das Haus nicht verlassen, alarmiert Cornelia van Gorder die Polizei. Unterdessen suchen Dale und der Gärtner, der in Wirklichkeit der verschwundene Kassierer Brook Bailey ist, nach einem geheimen Raum im Haus, von dem sie glauben, dass dort die Beute des Banküberfalls versteckt sei.
Wenig später trifft Detective Anderson ein, ein Kriminalbeamter der örtlichen Polizei, und befragt zunächst Cornelia van Gorder. Währenddessen bittet Dale ihren Bekannten Richard, den Neffen von Mr. Fleming, um Hilfe: Er soll ihr bei der Suche nach dem geheimen Raum behilflich sein. Tatsächlich findet Richard die Baupläne, weigert sich jedoch, diese Dale auszuhändigen. Stattdessen stößt er sie weg und läuft die Treppe hinauf, wird dort aber von einem mysteriösen Fremden im Fledermauskostüm erschossen. Daraufhin schickt Cornelia van Gorder nach dem Privatdetektiv Jones, der jedoch ebenfalls ratlos ist.
Zur selben Zeit wird der Hausmeister von dem mysteriösen Fremden mit einem Revolver bedroht. Er solle dafür sorgen, dass alle anderen das Anwesen verlassen. Unterdessen setzen sich die unheimlichen Geschehnisse im Haus fort. Die Lichtanlage spielt verrückt und einige der Anwesenden bemerken einen fledermausartigen Schatten am Fenster. Zudem setzt ein fürchterliches Gewitter ein. Beunruhigenderweise wird in der Garage ein unbekannter Mann im bewusstlosen Zustand gefunden. Detective Anderson vermutet indes, dass Courtleigh Fleming in Wirklichkeit gar nicht in Europa weilt, sondern seine eigene Bank ausgeraubt hat. Er beschuldigt Dr. Venrees, der sich selbst äußerst verdächtig verhält, Teil der Verschwörung zu sein.
Schließlich findet Dale mithilfe der Baupläne des toten Richard den geheimen Raum, der sich hinter einem Kamin unter dem Dach verbirgt. Dabei merkt sie jedoch nicht, wie sich die Geheimtür hinter ihr wieder verschließt. Im Geheimraum kommt es zu einer Konfrontation mit dem mysteriösen Fledermausmann, der Dale dazu bringen möchte, dass sie ihm die Kombination zum Safe verrät. Während Dale daraufhin von „The Bat“ durch den Raum gejagt wird, nutzt der plötzlich durch eine weitere Geheimtür eintretende Courtleigh Fleming, der sich tatsächlich nicht in Europa befindet, die Ablenkung, um das von ihm selbst geraubte Geld wieder an sich zu nehmen. Doch der Fledermausmann bemerkt dies und tötet Mr. Fleming. Die Hilfeschreie von Dale machen Cornelia und Brook auf den Geheimraum aufmerksam, die geheime Tür wird geöffnet und Dale stürzt voller Furcht heraus. Als sich hinter ihr die Tür wieder schließt, scheint „The Bat“ gefangen. Doch mithilfe des herbeigeholten Dr. Venrees gelingt ihm die Flucht.
Auch Detective Anderson ist mittlerweile auf den Dachboden gekommen. Er enthüllt, dass Dr. Venrees ein Komplize des ermordeten Mr. Fleming war. Doch bevor Anderson den Geheimraum inspizieren kann, betritt vollkommen verwirrt der ehemals bewusstlose Unbekannte die Szene. Es gelingt daraufhin, „The Bat“ gefangen zu nehmen, doch mit Hilfe eines genialen Tricks gelingt ihm abermals die Flucht. Als die Fledermaus jedoch das Anwesen verlassen möchte, wird sie von einer Bärenfalle gefangen, welche die ängstliche Lizzie zuvor aufgestellt hatte. Es wird offenbart, dass es sich bei dem ehemals bewusstlosen Unbekannten um den wahren Detective Anderson handelt. Bei der Person, die sich zuvor als Anderson ausgegeben hat, handelt es sich um das Verbrechergenie „The Bat“. Dieser kann endlich festgenommen werden, prophezeit jedoch seine baldige Flucht aus dem Gefängnis.
In einer letzten Szene entpuppt sich der Schauplatz als Theaterbühne, die Chester Morris, der Darsteller von „The Bat“/Detective Anderson betritt und das Publikum darauf hinweist, dass sie vor der Fledermaus sicher seien, solange sie deren Identität nicht preisgeben.

## Produktion und Filmtechnik
Bei The Bat Whispers handelt es sich um die zweite Verfilmung des von Mary Roberts Rinehart und Avery Hopwood verfassten Theaterstücks, das auf Rinharts Roman The Circular Staircase aus dem Jahre 1908 basiert. Der Zusatz Whispers sollte explizit darauf hinweisen, dass es sich bei der Neuverfilmung um einen Tonfilm handelte. Die erste Verfilmung des Stoffs mit dem deutschen Namen Das Rätsel der Fledermaus (Original: The Bat), wurde ebenfalls von Roland West, jedoch als Stummfilm inszeniert. The Bat Whispers wurde am 13. November 1930 in New York uraufgeführt.
Die Dreharbeiten dauerten insgesamt sieben Wochen, wobei West zwei Kameramänner beschäftigte: Robert H. Planck für die 65-mm- und Ray June für die 35-mm-Aufnahmen. Aus filmhistorischer Sicht ist insbesondere die Verwendung des sog. Magnifilm-Breitbildverfahrens interessant, das Regisseur West größtenteils aus eigener Tasche finanzierte. The Bat Whispers ist damit zusammen mit Der große Treck (1930) von Raoul Walsh einer der ersten bekannten Breitbandfilme. Auffällig sind zudem die innovativen Filmtechniken wie mitziehende Kameraschwenks, unsichtbarer Schnitt und Nahaufnahmen, mit denen West experimentierte. Um 1930 waren Filmkameras noch schwer und unhandlich, sodass die frühen Tonfilme meist auf statische Kameraeinstellungen setzten. Der für den Film engagierte Techniker Charles Cline erfand jedoch eine Kamera, mit der flüssige Kamerabewegungen möglich wurden. Der von ihm entwickelte leichte 24 Fuß lange Kamerawagen („leightweight camera dolly“) konnte sich innerhalb von Sekundenbruchteilen 18 Fuß in vertikaler Richtung bewegen. So gelang es West, seine Kamera zu befreien und sie zusammen mit „The Bat“ durch Fenster und Türöffnungen fliegen zu lassen. Gleich in der stilbildenden Eröffnungsszene ist ein mitziehender Kameraschwenk zu sehen, der dem Publikum ein Gefühl des Schwindels vermitteln sollte: Die erste Einstellung ist auf das Ziffernblatt eines Glockenturms gerichtet. Sodann zieht sich die Kamera zurück und schwenkt erinnernd an den Sturzflug einer Fledermaus das Gebäude hinunter, um schließlich einen Pkw der alarmierten Polizei zu zeigen, der eine Polizeistation verlässt.
Auch der unsichtbare Schnitt und Nahaufnahmen sind im Film präsent: Als der Polizeiwagen im Folgenden die Straße entlang fährt, wird die Szene (von der Rückseite des Autos über die Schulter des Fahrers aufgenommen) in eine andere Szene übergeblendet, um dem Zuschauer ein Gefühl für die durch die Autofahrt vergangene Zeit zu vermitteln. Auch setzte West die Dolly Cam ein, um durch ihren „Zoom“ besondere Nahaufnahmen zu erhalten: Wenn etwa die Bewohner des Anwesens Angst hatten und herausfinden wollten, woher die mysteriösen Geräusche kamen, fokussierte sich die Kamera auf die Gesichter der Schauspieler.

## Versionen
Roland West drehte neben der 65-mm-Breitbildversion („Magnifilm“, fälschlicherweise auch oft „Magnafilm“ genannt) im Format 2:1 auch zwei weitere Versionen jeweils auf 35-mm-Film im Format 1,33:1 – eine für den US-amerikanischen und für den ausländischen Vertrieb. Die US-amerikanische Version wurde im Jahr 1938 für eine Neuauflage von Atlantic Pictures um 11 Minuten gekürzt und ging später verloren. 1988 restaurierte das UCLA Film and Television Archive die ausländische Version der 35-mm-Filme und den 65-mm-Magnifilm, nachdem sie nach Mary Pickfords Tod im Jahr 1979 Zugang zu deren Filmsammlung erhielt.

## Rezeption
Der Film erhielt zum Zeitpunkt der Veröffentlichung gemischte Kritiken, zudem war das Breitband-Experiment ein finanzieller Verlust.

„A bigger and better picture of The Bat, the old would-be spine-chiller, in which shrieks and giggles are mixed, is to be found at the Rivoli. It is bigger because it is shown on an enlarged screen and it is better because the characters have voices.“

„Eine größere und bessere Verfilmung von The Bat, dem alten Möchtegern-Gruselschocker, in dem sich Geschrei und Gekichere abwechseln, ist im Rivoli zu sehen. Sie ist größer, weil sie auf Breitbild gezeigt wird und besser, weil die Charaktere nun stimmen haben.“

„If the material is the routine mixture of scream and laughs, West's direction is often truly startling, with scenes executed in shadow play, the camera performing stunning arabesques....“

„Auch wenn der Film eine routinierte Mischung aus Geschrei und Gelächter ist, ist Wests Regie wirklich aufsehenerregend, mit Szenen aus einem Schattenspiel und spektakulären Kameraaufnahmen....“

## Zitate
„The Bat always flies at night ... and always in a straight line!“

## Einfluss
Laut seiner 1989 erschienenen Biographie Batman and Me inspirierte u. a. der mysteriöse Superschurke „The Bat“ den Comicautor Bob Kane zu der Figur Batman, die er gemeinsam mit Bill Finger kreierte.

## Adaptionen
1959 wurde Mary Roberts Rinharts Roman The Circular Staircase und ihr Bühnenstück The Bat erneut mit Agnes Moorehead und Vincent Price als Das Biest verfilmt. Zudem entstand 1978 unter dem Titel Der Spinnenmörder eine Verfilmung für den Hessischen Rundfunk.